# Fexhe-le-Haut-Clocher
Fexhe-le-Haut-Clocher (in vallone Fexhe-å-Hôt-Clokî) è un comune belga di 3 066 abitanti, situato nella provincia vallona di Liegi.

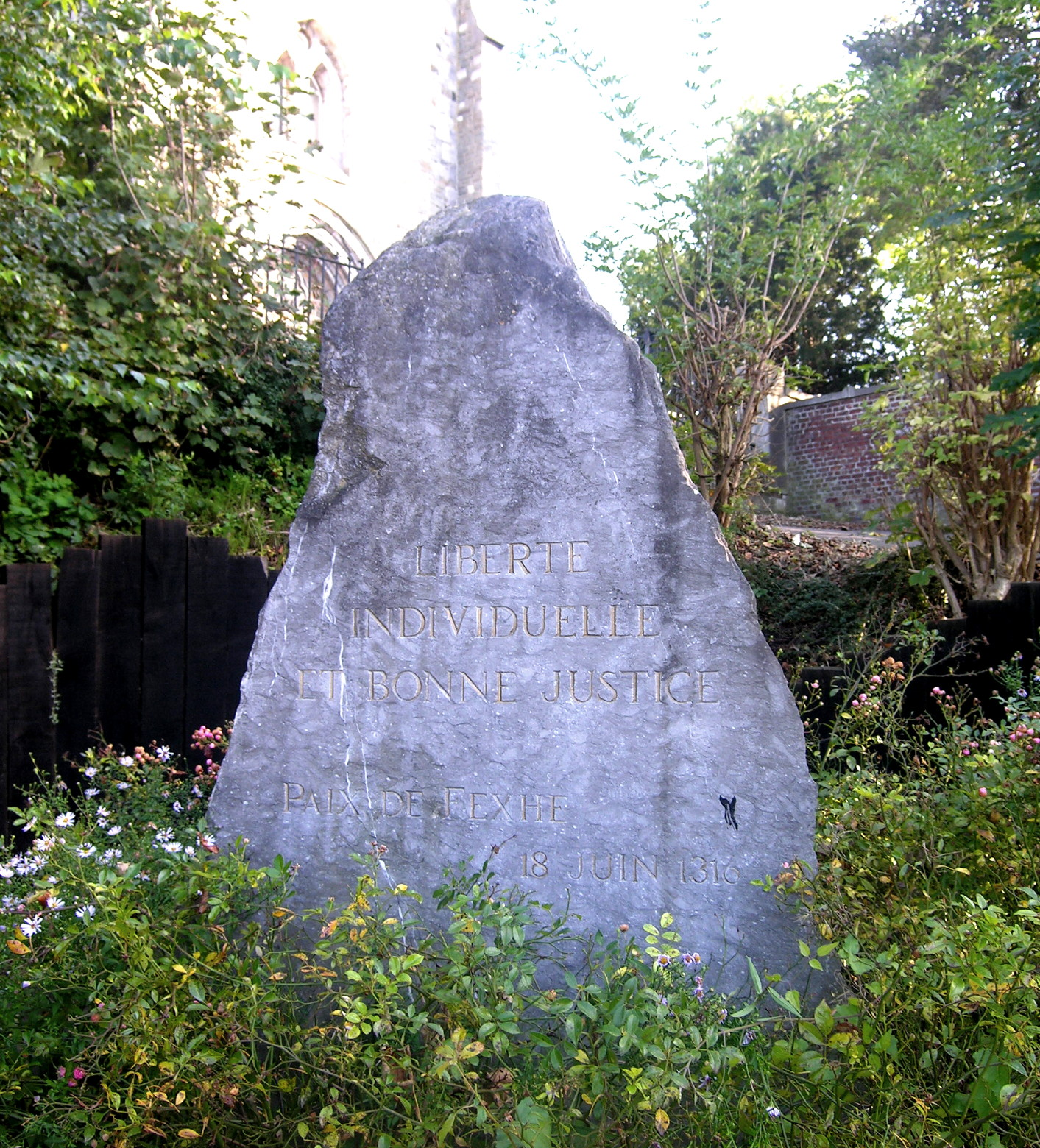
Cippo in memoria del trattato di pace

La località è nota per il trattato di pace, Paix de Fexhe, siglato nel 1316 tra il principe di Liegi, Adolphe de La Marck, e i suoi oppositori.